# Флег лига Србије 2012.
Флег лига Србије 2012. је трећа сезона лиге Србије у флег фудбалу. Почела је 28. априла 2012. године и у њој је учествовало укупно десет екипа. Титулу првака освојили су Сирмијум лиџонарси, други пут за редом.

## Систем такмичења
У лиги је учествовало десет клубова подељених у две групе по четири и шест екипа, према територијалној припадности. Играло се по турнирском систему - екипа домаћин је угостила остале екипе из групе. Надметање је било по принципу свако са сваким. Три најбоље пласиране екипе из сваке групе пласирале су се на завршни турнир.

## Клубови
| Клуб               | Место             |
| ------------------ | ----------------- |
| Индијанси Инђија   | Инђија            |
| Сирмијум лиџонарси | Сремска Митровица |
| Пантерси Панчево   | Панчево           |
| Вукови Београд     | Београд           |

| Клуб                     | Место      |
| ------------------------ | ---------- |
| Ројал краунси Краљево    | Краљево    |
| Вајлд борси Крагујевац   | Крагујевац |
| Ејнџел вориорси Чачак    | Чачак      |
| Витезови Пирот           | Пирот      |
| Стробери келтси Јагодина | Јагодина   |
| Голден берси Бор         | Бор        |

## Финални турнир
Финални турни одигран је у Крагујевцу, 2. јула 2012. године, на помоћном стадиону „Чика Дача“.
| Датум        | Клуб                     | Клуб                     | Резултат |
| ------------ | ------------------------ | ------------------------ | -------- |
| 2. јул 2012. | Вукови Београд           | Ројал краунси Краљево    | 35:34    |
| 2. јул 2012. | Стробери келтси Јагодина | Ројал краунси Краљево    | 34:16    |
| 2. јул 2012. | Вукови Београд           | Стробери келтси Јагодина | 34:12    |

| Датум        | Клуб                   | Клуб                   | Резултат |
| ------------ | ---------------------- | ---------------------- | -------- |
| 2. јул 2012. | Сирмијум лиџонарси     | Вајлд борси Крагујевац | 35:21    |
| 2. јул 2012. | Сирмијум лиџонарси     | Голден берси Бор       | 47:26    |
| 2. јул 2012. | Вајлд борси Крагујевац | Голден берси Бор       | 48:120   |

### Полуфинале
| Датум        | Клуб               | Клуб                     | Резултат |
| ------------ | ------------------ | ------------------------ | -------- |
| 2. јул 2012. | Вукови Београд     | Вајлд борси Крагујевац   | 27:19    |
| 2. јул 2012. | Сирмијум лиџонарси | Стробери келтси Јагодина | 40:34    |

### Финале
| Датум        | Клуб               | Клуб           | Резултат |
| ------------ | ------------------ | -------------- | -------- |
| 2. јул 2012. | Сирмијум лиџонарси | Вукови Београд | 40:34    |

| Првак Флег лиге Србије 2012. |
| ---------------------------- |
| Сирмијум лиџонарси 2. титула |